# Per Adalbert von Rosen
Per Adalbert von Rosen, ursprungligen Eklund, född 4 december 1953 i Katarina församling i Stockholm, är en svensk målare. 
Han har bedrivit konststudier vid ABF och Gerlesborgsskolan samt studerat konstvetenskap och pedagogik vid Stockholms universitet och gått akrobat- och clownskola i Amsterdam. Han har också företagit studieresor till Venedig, Madrid, Berlin, Paris, Haiti, New York, och Moskva.  
Sedan 1985 signerar han sina verk med Adalbert.
von Rosen har haft över 90 utställningar. Han är bland annat representerad vid Grafikens hus, Kulturdepartementet, Millesgården, Södertälje Konsthall, Absolut Vodka Collection, Prestige Mourlot i Paris, Museu Cormarcal L'Anoia i Barcelona, Gianni Versace i Milano och Neustater Collation i New York.

## Konstformer genom åren
Som barn, och under de första skolåren, experimenterade Adalbert i flera olika stilar, bland annat med blyertsteckningar i fotorealistisk stil. Under gymnasieåren blev det mer teknisk linjalritning där han fick högsta betyg.
Senare undersökte Adalbert den svarta färgen i en serie målningar. Och han experimenterade med metaller och olika fernissor. Målningarna är gjorda på papper och beskrivs i boken ” The Black Period av Adalbert”.
Under en tid på Teneriffa gjorde han experimentella målningar där han limmade fast svart lavasand på papper som han senare, hemma i Sverige, började färglägga.
När Adalbert övergav den svarta färgen och den svarta perioden tog hans färger överhand i så kallade ”Dansande färger”.
De här målningarna blev hans huvudfåra från 1989 fram till nu. Han kallar också sina målningar för ”Katalytiska energier”. En parentes är förstås hans fotoexperiment med sammansatta bilder ur fotoarkivet på datorn, utskrivna på extremt fint papper.
Vid sidan om, har Adalbert också sysslat med performancekonst och har bland annat gjort den så kallade ”Comete” som uppmärksammats flera gånger i SVT. Han har även sysslat med ”Found Objects” som finns i den gamla smedjan i huset där han har sin ateljé.

## Utställningar i urval
- Galerie Bleue[3] Stockholm 1983.
- Krasnapolsky Köpenhamn 1985; Källa: Berlinske Tiderne 3 sep 1985.
- Art Atrium Stockholm[4] 1986.
- Espace Pierre Cardin[5] Paris 1990.
- Millesgården, Lidingö 1991; Källa: Kid Severin, Expressen 13 okt. 1991.
- Kungsträdgården Stockholm 1993; Källa: Ralph Herrmanns Dagens Industri 10 maj 1993.
- Svenska Ambassaden[6] Tokyo 1996.
- Södertälje Konsthall 2000;
- Grafikenshus Mariefred 2005;
- Galleri Överkikaren, Stockholm 2009; Källa: Calle Pauli, Dagens Nyheter, 10 jan 2009.
- Stadsbiblioteket[7] Stockholm 2016;
- Gallery Belenius (Performance)[8] Stockholm 2016;
- Kulturhuset Multeum[9], Strängnäs 2017.
- Henry Miller Memorial Library, Big Sur, Ca, USA. 2018.

## Familj
Per Adalbert von Rosen är sedan 1980 gift med Diana Björkman (född 1955). Han är son till journalisten Lars Eklund (1920–1990) och sångerskan Barbro von Rosen (1922–2020. Han antog  sin mors efternamn. Han är dotterson till konstnären Reinhold von Rosen samt systerson till dansösen och koreografen Elsa-Marianne von Rosen och konstnären Christer von Rosen.